# Nhị diện
Nhị diện là hình hợp bởi hai nửa mặt phẳng có chung bờ là một đường thẳng. Mỗi nửa mặt phẳng đó gọi là một mặt của nhị diện và  đường thẳng chung gọi là cạnh của nhị diện

## Kí hiệu
Nhị diện gồm hai nửa mặt phẳng (α), (β) có chung bờ là a được kí hiệu là [α, a, β] hoặc là [α, β] hoặc [a] nếu không sợ bị nhầm với nhị diện khác

## Góc của nhị diện
Cắt nhị diện [α, a, β] bởi mặt phẳng (P) vuông góc với a tại O. Giao tuyến của (P) với (α) và (P) với (β) lần lượt là hai tia Ox và Oy. Khi đó {\displaystyle {\widehat {xOy}}} gọi là góc của nhị diện [α, a, β], hay nói gọn là góc nhị diện [α, β].
Số đo góc nhị diện [α, a, β] cũng được kí hiệu là [α, β] hoặc đơn giản là [a] nếu không cần phân biệt
Từ I {\displaystyle \in } (α) và J {\displaystyle \in } (β) với I, J {\displaystyle \not \in } a, hạ IK {\displaystyle \perp } a, JH {\displaystyle \perp } a, khi đó ta có [α, β] = ({\displaystyle {\overrightarrow {HI}},{\overrightarrow {KJ}}})

## Công thức tính góc của nhị diện tạo bởi 3 tia:
Cho 3 tia OX, OY, OZ trong đó {\displaystyle {\widehat {YOZ}}=\alpha }, {\displaystyle {\widehat {XOZ}}=\beta }, {\displaystyle {\widehat {XOY}}=\gamma }. Khi đó số đo góc nhị diện cạnh OX là {\displaystyle \alpha '} được tính theo công thức:
{\displaystyle cos\alpha '={\frac {cos\alpha -cos\beta .cos\gamma }{sin\beta .sin\gamma }}}
Chứng minh: Trên các tia OX, OY, OZ lần lượt lấy 3 điểm A, B, C sao cho OA = OB = OC = 1. Khi đó {\displaystyle {\overrightarrow {OA}}={\vec {i}},{\overrightarrow {OB}}={\vec {j}}} và {\displaystyle {\overrightarrow {OC}}={\vec {k}}}  là ba vectơ đơn vị trên các trục đã cho.
Kẻ các đường cao BH, CK của hai tam giác OAB, OAC. Ta có:
{\displaystyle {\vec {j}}.{\vec {k}}=cos\alpha }, {\displaystyle {\vec {i}}.{\vec {k}}=cos\beta }, {\displaystyle {\vec {i}}.{\vec {j}}=cos\gamma }
{\displaystyle cos\beta ={\overline {OK}}}, {\displaystyle cos\gamma ={\overline {OH}}}, {\displaystyle sin\beta =CK}, {\displaystyle sin\gamma =BH}
Từ đó suy ra:
{\displaystyle {\overrightarrow {HB}}={\overrightarrow {OB}}-{\overrightarrow {OH}}={\vec {j}}-{\overline {OH}}.{\vec {i}}={\vec {j}}-cos\gamma .{\vec {i}}}
{\displaystyle {\overrightarrow {KC}}={\overrightarrow {OC}}-{\overrightarrow {OK}}={\vec {k}}-{\overline {OK}}.{\vec {i}}={\vec {k}}-cos\beta .{\vec {i}}}
Vậy:
{\displaystyle cos\alpha '={\frac {{\overrightarrow {HB}}.{\overrightarrow {KC}}}{BH.CK}}={\frac {({\vec {j}}-cos\gamma .{\vec {i}})({\vec {k}}-cos\beta .{\vec {i}})}{sin\beta .sin\gamma }}={\frac {cos\alpha -cos\beta .cos\gamma }{sin\beta .sin\gamma }}}